# Gomes Echigues
D. Gomes Echigues, (ou Gomes Echigit) (Felgueiras, c. 1010 - c. 1102) foi um rico-homem de muita autoridade no reinado de D. Fernando I de Leão e Castela. Foi por volta de 1050 governador, com a denominação de “imperator”, da comarca de Entre-Douro-e-Minho.
Nasceu por volta de 1010, sendo filho do lendário Echega Guiçoi de D. Aragunta Gonçalves, Esteve presente nas Cortes de Guimarães, celebradas em 1049, como um dos grandes do rei D. Fernando I e da rainha D. Sancha I de Leão.
Fundou, juntamente com a sua esposa, Gontrode, o Mosteiro de Pombeiro, onde se encontra sepultado. Este Mosteiro foi edificado em terreno seu, no vale de Pombeiro, onde havia uma Ermida dedicada a Santa Maria, destruída pelos mouros. Para além da fundação, o casal doou ao Mosteiro as suas quintas de São Veríssimo de Sousa, de Idães, de Penacova, de Pombeiro e outros bens.

## Relações familiares
Foi filho do conde Echega Guiçoi (c. 985 -?) e de Aragunta Soares (c. 985 -?). Casou com Gontrode Moniz de Touro (c. 1060 -?), filha de Munio Moniz de Bierzo (c. 1030 - 1097) e de Muniadona Moniz (? – c. 1065) ou de Munio Fernández de Toro e de sua mulher, de nome desconhecido, de quem teve:
1. Egas Gomes de Sousa (c. 1035 -?), que casou com Gontinha Gonçalves da Maia, filha de Gonçalo Trastamires (c. 1000 – 1 de Setembro de 1039) e Mécia Rodrigues.
2. Sancha Gomes de Sousa (c. 1035 -?), casada com Nuno de Celanova (c. 1030 - ?), filho de Sancho Nunes de Celanova (c. 1070 - c. 1130).[2]